# Mercenary
Mercenary är en musikgrupp grundad i Aalborg (Danmark) 1991, som kombinerar thrash metal, melodisk dödsmetal och power metal. Trots allt är de taggade av de flesta helt enkelt som ett melodisk death metal-band.

## Medlemmar
Nuvarande medlemmar
- Jakob Mølbjerg – rytmgitarr (1995– )
- Martin Buus Pedersen – gitarr, keyboard (2002– )
- René Pedersen – basgitarr, growl (2006– ), sång (2009– )
- Martin Nielsen – trummor (2020– )

Tidigare medlemmar
- Mircea Gabriel Eftemie – gitarr
- Andreas W. Hansen – basgitarr (1991–1993)
- Jakob Johnsen – trummor (1991–1993)
- Hans Jørgen Andersen	– gitarr (1991–1993)
- Henrik "Kral" Andersen – basgitarr, growl (1991–2006)
- Rasmus Jacobsen – trummor (1993–2002)
- Nikolaj Brinkman – gitarr (1996–2000)
- Signar Petersen – gitarr (2000–2006)
- Mike Park Nielsen – trummor (2002–2009)
- Morten Sandager – keyboard (2002–2009)
- Mikkel Sandager – sång (2002–2009)
- Morten Løwe Sørensen – trummor (2009–2011)
- Peter Michael Mathiesen – trummor (2011–2020)

## Diskografi
Demo
- Domicile (1993)
- Gummizild (1994)
- Everblack (2002)

Studioalbum
- First Breath (1998)
- Everblack (2002)
- 11 dreams (2004)
- The Hours that Remain (2006)
- Architect of Lies (2008)
- Metamorphosis (2011)
- Through Our Darkest Days (2013)
- Soundtrack For The End Times (2023)

EP
- Supremacy (1996)

Samlingsalbum
- Retrospective (2006)
- Recollections - The Century Media Years (2012)